# Frente Farabundo Martí para la Liberación Nacional
Der Frente Farabundo Martí para la Liberación Nacional (FMLN) (zu Deutsch: Nationale Befreiungsfront Farabundo Martí) ist eine politische Partei in El Salvador. Sie war ursprünglich ein Bündnis unterschiedlichster, jedoch mehrheitlich marxistischer Kräfte, die sich 1980 zur Bekämpfung der damaligen von den USA militärisch und politisch unterstützten Militärdiktatur zusammengeschlossen hatten. Die Streitkräfte der Guerilla setzten sich aus einzelnen Verbänden von Kommunisten, Christen und Gewerkschaftern zusammen und benannten sich nach dem Rebellenführer Farabundo Martí, der Arbeiter und Bauern in einem Aufstand 1932 angeführt hatte. Die 1992 auf dieser Plattform gegründete gleichnamige Partei steht für linke Politik mit sozialistischen und sozialdemokratischen Einflüssen.

## Ideologie
Die Nationale Befreiungsfront Farabundo Martí war stark von der kubanischen Revolution inspiriert und stützte sich auf den Marxismus-Leninismus und die Befreiungstheologie. Die kommunistischen Grundlagen der Partei orientierten sich jedoch nicht am sowjetischen Kommunismus, sondern am „westlichen Marxismus“, der sich aus der Ideologie von Ernest Mandel, Trường Chinh und vor allem Ché Guevara entwickelte; das marxistisch-leninistische Denken war durchdrungen von den Konzepten des revolutionären Nationalismus und der nationalen Befreiung, und die fehlende nationale Autonomie wurde als Ausdruck der Interessen der landbesitzenden Elite betrachtet.
Nach den Waffenstillstandsvereinbarungen im Jahr 1992 wandelte die FMLN sich von einer Guerillaorganisation zu einer politischen Partei und nahm 1994 erstmals an Präsidentschaftswahlen teil.

## Geschichte

### Guerilla
Am 17. Dezember 1979 bildeten nach längeren Verhandlungen die drei Guerillagruppen FPL, RN und PCS die Coordinadora Político-Militar (CPM). Zuvor gab es in den 1970er Jahren wegen unterschiedlicher Ansichten und Praktiken Streitigkeiten, und die Organisationen arbeiteten trotz ähnlicher Ziele kaum zusammen. Am 10. Januar 1980 gab sich die CPM ihr erstes Manifest, am Tag darauf wurde mit der Coordinadora Revolucionaria de Masas eine Vereinigung revolutionärer Massenorganisationen gegründet. Am 22. Mai 1980 wurde von den Gruppen die Dirección Revolucionaria Unificada (DRU) gegründet. Die DRU bestand aus jeweils drei Mitgliedern der Gründungsorganisationen. Sie deklarierte, dass es fortan nur eine Führung, einen militärischen Plan und nur ein Kommando, nur eine politische Linie geben werde.
Am 10. Oktober 1980 bildeten die vier Organisationen den Frente Farabundo Martí de Liberación Nacional (FMLN). Die Organisation wurde nach dem Rebellenführer Farabundo Martí benannt, der Arbeiter und Bauern in einem Aufstand 1932 angeführt hatte.
Im Dezember 1980 spaltete sich die salvadorianische Sparte der Partido Revolucionario de los Trabajadores Centroamericanos von dieser Organisation ab und verschmolz mit der FMLN. Damit bestand die FMLN aus folgenden Organisationen (in der Reihenfolge ihrer Größe zum Zeitpunkt der Friedensabkommen 1992 mit dem Militär):
- Fuerzas Popular de Liberación „Farabundo Martí“ (FPL)
- Fuerzas Armadas de Liberación (FAL)
- Ejército Revolucionario del Pueblo (ERP)
- Resistencia Nacional (RN)
- Partido Revolucionario de los Trabajadores Centroamericanos (PRTC)

Außerdem gab es folgende Jugendorganisationen:
- Juventud Farabundista (FPL)
- Juventud Comunista Salvadoreña (PCS)
- Juventud Revolucionaria (PRS)
- Jóvenes en Resistencia (RN)
- Juventud los Muchachos (PRTC)

Am 10. Januar 1981 startete die FMLN eine groß angelegte militärische Offensive, Mitte der 1980er hatte sie zeitweise bis zu zwei Dritteln des Landes unter ihrer Kontrolle, es wurde geraten, wegen des Bürgerkriegs diese Landesteile nicht zu bereisen.
Bei den Aufständischen handelte es sich um Kinder bis hin zu älteren Menschen, sowohl Männer als auch Frauen, und die meisten von ihnen wurden in FMLN-Lagern in den Bergen und Wäldern El Salvadors ausgebildet, um militärische Techniken zu erlernen.
Im August 1981 erkannten die Regierungen Frankreichs (unter François Mitterrand) und Mexikos (unter José López Portillo) in der „Declaración Franco-Mexicana sobre El Salvador (1981)“
die FMLN als repräsentative, politische Kraft an.
Eine weitere große Offensive der FMLN fand im November 1989 statt. Bei dieser Offensive überraschte die FMLN die salvadorianische Regierung und das Militär, indem sie die Kontrolle über große Teile des Landes übernahm und in die Hauptstadt San Salvador eindrang. In San Salvador übernahm die FMLN schnell die Kontrolle über viele der armen Viertel, bis sie die Unterstützung der Gewalt verweigerte und versuchte, sich nicht in Gefahr zu begeben und in den Konflikt verwickelt zu werden, während das Militär ihre Stellungen bombardierte – einschließlich der Wohnviertel –, um die FMLN zu vertreiben. Eines der berühmtesten Gefechte in San Salvador fand im Sheraton-Hotel statt, wo sich Guerillas und Armeesoldaten Stockwerk für Stockwerk bekämpften. Bei der Offensive der FMLN im November 1989 gelang es nicht, die Regierung zu stürzen. Viele Analysten sehen in der Offensive der FMLN von 1989 den Wendepunkt des Krieges, an dem klar wurde, dass die Regierung nicht in der Lage sein würde, die FMLN militärisch zu besiegen. Bald nach der Offensive im November 1989 begann die US-Regierung, Verhandlungen zur Beendigung des Bürgerkriegs zu unterstützen, während sie bis dahin eine Politik der militärischen Niederlage der FMLN verfolgt hatte. Da die US-Regierung der größte Geldgeber der salvadorianischen Regierung und des Militärs war, übte sie erheblichen Einfluss auf den Verlauf der Ereignisse aus. Als die USA begannen, sich für Verhandlungen anstelle einer militärischen Lösung einzusetzen, wurde 1992 in relativ kurzer Zeit ein Friedensabkommen zwischen der FMLN und der salvadorianischen Regierung ausgehandelt, trotz einiger Zwischenfälle, die das Abkommen hätten gefährden können, wie z. B. die öffentlichkeitswirksame Ermordung des friedenssuchenden FPL-Kommandanten Antonio Cardenal, auch bekannt als Jesús Rojas.
Der Bürgerkrieg forderte mindestens 75.000 Todesopfer. Laut Berichten der UN-Wahrheitskommission waren regierungsfreundliche Todesschwadronen und die salvadorianische Polizei und Armee für 85 % der während des Bürgerkriegs an Zivilisten begangenen Morde verantwortlich, die FMLN-Guerilla für 5 %, der Rest ist nicht zuzuordnen.
Nach dem Waffenstillstand im Rahmen des Friedensabkommens von Chapultepec 1992 wurde die FMLN zu einer legalen politischen Partei. Seit 1994 nimmt die FMLN an Wahlen teil.

## Politische Partei
Die FMLN und die rechtsgerichtete Nationalistische Republikanische Allianz (ARENA) waren bis 2019 die beiden dominierenden politischen Parteien in El Salvador Während ausschließlich ARENA von 1989 bis 2009 den Präsidenten stellte, konnte die FMLN 2009, mit Mauricio Funes, das erste Mal dieses Amt erringen.

### Lokalpolitik
Seit 1997 kontrolliert die FMLN die Bürgermeisterämter in vielen Großstädten El Salvadors, darunter auch in der Hauptstadt San Salvador und in der Nachbarstadt Santa Tecla. Die FMLN-Bürgermeisterin von San Salvador war Violeta Menjívar, die erste Bürgermeisterin von San Salvador, die 2006 in einem knappen Sieg gewählt wurde. Der Tod des langjährigen Anführers der FMLN, Jorge Schafik, gab Violeta Menjívar Auftrieb für ihre politische Kampagne, die sie schließlich zu einem knappen Sieg bei der Wahl zur Bürgermeisterin von San Salvador führte. Schafiks Tod gab auch mehreren FMLN-Kandidaten Auftrieb, die sich um Positionen in der gesetzgebenden Versammlung von El Salvador bewarben. Der FMLN-Bürgermeister von Santa Tecla war Oscar Ortiz, der dieses Amt seit 2000 innehatte.
Seit dem Jahr 2009 wechselte sich die FMLN ebenso mit ARENA bei der Kontrolle der meisten Sitze in der Legislativversammlung ab. Seit 1997 kontrolliert die FMLN die Bürgermeisterämter in vielen Großstädten El Salvadors, darunter auch in der Hauptstadt San Salvador und in der Nachbarstadt Santa Tecla. Die FMLN-Bürgermeisterin von San Salvador war Violeta Menjívar, die erste Bürgermeisterin von San Salvador, die 2006 in einem knappen Sieg gewählt wurde. Der Tod des langjährigen Anführers der FMLN, Jorge Schafik, gab Violeta Menjívar Auftrieb für ihre politische Kampagne, die sie schließlich zu einem knappen Sieg bei der Wahl zur Bürgermeisterin von San Salvador führte. Schafiks Tod gab auch mehreren FMLN-Kandidaten Auftrieb, die sich um Positionen in der gesetzgebenden Versammlung von El Salvador bewarben. Der FMLN-Bürgermeister von Santa Tecla war Oscar Ortiz, der dieses Amt seit 2000 innehatte.

### Parlamentswahlen
Bei den Parlamentswahlen vom 12. März 2006 erhielt die FMLN 39,7 % der Stimmen und 32 der 84 Sitze in der gesetzgebenden Versammlung. Die FMLN behielt auch die Sitze der Bürgermeister in den größten Städten El Salvadors, San Salvador und Santa Tecla, sowie in Hunderten von anderen Gemeinden. Dies war möglich, weil eine der größten progressiven Koalitionen in El Salvador, der Popular Social Bloc, einen Pakt mit der FMLN schloss, um der Partei zu mehr Sitzen in der Legislativversammlung zu verhelfen. Die meisten anderen Koalitionen und Gruppen, die sich dem sozialen Wandel verschrieben hatten, hielten sich jedoch von der politischen Partei fern. Zwei Monate vor den Wahlen von 2009 verlor die FMLN jedoch das Bürgermeisteramt von San Salvador. Im Januar 2009 kam es erneut zu Parlamentswahlen, die von 2000 internationalen Beobachtern überwacht wurde. Frente Farabundo Martí war im Wahlkampf neben der rechtsgerichteten Alianza Republicana Nacionalista (ARENA) eine der dominierenden Kräfte. Die FMLN wurde erstmals stärkste Partei. Sie erzielte einen Anteil von 42,6 % und übertraf damit die Regierungspartei ARENA um ca. vier Prozentpunkte.
Seit der Wahl am 4. Februar 2024 ist die FMLN nicht mehr im el-salvadorianischen Parlament vertreten.

### Präsidentschaftswahlen
Bei der Präsidentenwahl am 15. März 2009 konnte sich mit dem ehemaligen Journalisten Mauricio Funes erstmals ein Kandidat der FMLN durchsetzen. Funes, der kein Mitglied der Guerilla während der salvadorianischen Militärdiktatur war, galt als ein gemäßigter Kandidat; so wollte er die unter der konservativen Regierung eingeleiteten Privatisierungen nicht rückgängig machen.
Bei der Präsidentschaftswahl 2014 trat Salvador Sánchez Cerén, der ehemaliger General der Guerilla ist und an den erfolgreichen Friedensverhandlungen von 1992 beteiligt war, als Kandidat der FMLN an und erhielt in der Stichwahl 50,1 Prozent der Stimmen. Er wurde somit der zweite Präsident der FMLN.
Bei der Präsidentschaftswahl 2019 erhielt ihr Kandidat Hugo Martinez nur 14,41 %. Der siegreiche Nayib Bukele war bei den Wahlen 2019 als Kandidat der FMLN vorgesehen, trat nach einem Zerwürfnis aber als Unabhängiger an. Bei den Präsidentschaftswahlen 2024 erreicht ihr Kandidat Manuel Flores nur noch 6, 4 %.